# Russin
Russin – gmina (fr. commune; niem. Gemeinde) w Szwajcarii, w kantonie Genewa. Leży nad Rodanem.

## Demografia
W Russin mieszka 530 osób. W 2020 roku 28,9% populacji gminy stanowiły osoby urodzone poza Szwajcarią.